# Зигфрід Райссек
Зигфрід Райссек (нім. Siegfried Reissek; 11 квітня 1819 — 9 листопада 1871) — австрійський ботанік. Відомий своїми дослідженнями, що стосуються анатомії та гістології рослин.

## Біографія
Народився 11 квітня 1819 в Сілезії. Навчався у Брно.
У 1837—1841 роках він навчався у Віденському університеті. Працював помічником куратора Королівської ботанічної колекції у Відні в період з 1845 по 1867 роки, коли він був призначений головним куратором; з 1848 року член Віденської академії наук.

## Епоніми
На честь Райссека названий рід Reissekia (родина Rhamnaceae).